# Pycnomerus doelloi
Pycnomerus doelloi es una especie de coleóptero de la familia Zopheridae.

## Distribución geográfica
Habita en Buenos Aires (Argentina).